# منتخب لاتفيا لكرة الطائرة للرجال
منتخب لاتفيا الوطني لكرة الطائرة للرجال (باللاتفية: Latvijas volejbola izlase)‏ هو ممثل لاتفيا الرسمي في المنافسات الدولية في كرة طائرة في فئة كرة الطائرة للرجال.